# Caeculus valverdius
Caeculus valverdius – gatunek roztocza z kohorty Trombidiformes i rodziny Caeculidae.
Gatunek ten został opisany w 1945 roku przez Stanleya Mulaika.
Roztocz ten ma ciało długości 1,4 mm i szerokości 0,8 mm. Na przednim brzegu aspidosomy ma 3 pary spłaszczonych i zakrzywionych szczecin. Środkowa część aspidosomy jest wklęśnięta i odgraniczona po bokach prostymi rowkami. Odnóża przedniej pary dłuższe od ciała, na ich krętarzach obecne po trzy szpatułkowate i nieco zakrzywione szczeciny, a na udach po spiczastym kolcu.
Gatunek znany z Teksasu, Nowego Meksyku i Meksyku.